# Стивенс-Сити (Виргиния)
Стивенс-Сити (англ. Stephens City) — город в округе Фредерик  в штате Виргиния США. По данным переписи 2020 года, численность населения составляла 2016 человек.

## Население
| 2010 | 2020  |
| ---- | ----- |
| 1829 | ↗2016 |